# Sadłowina
Sadłowina – wieś w Polsce położona w województwie podlaskim, w powiecie suwalskim, w gminie Bakałarzewo.
| SIMC    | Nazwa    | Rodzaj    |
| ------- | -------- | --------- |
| 1013016 | Żabiniec | część wsi |

Wieś szlachecka położona była w końcu XVIII wieku w powiecie grodzieńskim województwa trockiego. W latach 1975–1998 miejscowość administracyjnie należała do województwa suwalskiego.
Na północny wschód od wsi znajduje się jezioro Sumowo Bakałarzewskie.
Sadłowina pierwotnie zwana była Sabłowizną, Sabłowiną, Szabłowiną czy Szabłowizną.
Jej nazwa pochodzi najprawdopodobniej od polskiej drobnej szlachty - Szabłowskich z Szabłów koło Łomży. 